# Drug Brook
Drug Brook (do 20 kwietnia 1976 Cross Brook) – strumień (brook) w kanadyjskiej prowincji Nowa Szkocja, w hrabstwie Pictou, płynący w kierunku północno-wschodnim i uchodzący do West Branch East River; nazwa Cross Brook urzędowo zatwierdzona 12 grudnia 1939.